# 2С40
2С40 или «Флокс» — российское 120-мм самоходное артиллерийское орудие (САО, САУ), предназначена для поддержки формирований сухопутных войск: подавления живой силы, артиллерийских и миномётных батарей, ракетных установок, бронированных целей, огневых средств и пунктов управления.
Орудие по применяемым боевым припасам унифицировано с орудиями типа «Вена», что даёт возможность применять боевые припасы повышенной мощности и повысить дальность стрельбы. САУ «Флокс» имеет бронированную кабину и отсеки для боевых припасов, что обеспечивает на марше и при смене позиции повышенную защиту расчёта и боевого запаса.
«Флокс» — боевая машина обладающая возможностями сразу нескольких видов артиллерийского вооружения и к тому же смонтированной на шасси бронированного грузовика высокой проходимости — Урал-4320 с колёсной формулой 6 × 6.
Главная особенность нового САО — комбинированное полуавтоматическое нарезное орудие, которое обеспечивает ведение стрельбы всеми типами миномётных мин и снарядами с готовыми нарезами (унификация с автоматической пушкой-гаубицей-миномётом 2А80, что также установлена на САО 2С31 и 2С34): орудие может стрелять как гаубица и миномёт, а также применяться при стрельбе прямой наводкой.

## История
Впервые широкой публике САО «Флокс» был представлен на международном военно-техническом форуме «Армия-2016» ЦНИИ «Буревестник», входящий в состав научно-производственной корпорации «Уралвагонзавод».
В начале октября 2023 года государственная корпорация «Ростех» приступила к передаче в войска Российской Федерации первой партии 120-миллиметровых самоходных артиллерийских орудий 2С40  для оснащения артиллерийских батарей.

## Операторы
- Россия
  - Сухопутные войска Российской Федерации (Первая партия получена в начале октября 2023 года)